# لیونیا، میسوری
لیونیا (به انگلیسی: Livonia) یک روستا (ایالات متحده آمریکا) در ایالات متحده آمریکا است که در شهرستان پاتنم، میزوری واقع شده‌است.
 لیونیا ۰٫۶۹ کیلومتر مربع مساحت و ۷۴ نفر جمعیت دارد و ۲۵۴ متر بالاتر از سطح دریا واقع شده‌است.